# Magenta (bande dessinée)
Pour les articles homonymes, voir Magenta.
Marsha Gentano, alias Magenta, est une série italienne de bande dessinée pour adulte créée en 2002 par Nik Guerra. Elle met en scène l’héroïne éponyme, une femme détective, ainsi que son acolyte Lucrèce ; elles ont fondé l'agence Shocking stockings (que l'on pourrait traduire par « bas indécents », dans le sens de « dessous provocateurs »).

## Aventures
Les albums réunissent environ une quinzaine de petites histoires de 10 pages en moyenne, basées sur un scénario léger prétexte à des gags à l'esprit plus ou moins osés ainsi qu'à de nombreuses scènes sexuelles, incorporant presque systématiquement des rapports de domination de la part des deux héroïnes. 
Les scénarios donnent très souvent l'occasion à Magenta et à Lucrèce de s’adresser directement au lecteur (supposé systématiquement masculin, car la réaction de celui-ci — verbale et/ou éjaculatoire — est retranscrite directement dans la vignette).

## Personnages principaux
Les deux héroïnes sont des femmes détectives dont la tenue consiste en une caricature outrageuse de celles de femmes fatales : talons hauts, bas noirs, robes moulantes et courtes, décolletés vertigineux, qui sont généralement les codes vestimentaires des femmes imposant un fétichisme sexuel à leur partenaire. 
Toutes deux ont un rapport dominateur avec les hommes, qu'elles considèrent uniquement comme des objets sexuels. Condescendantes, méprisantes vis-à-vis de la gent masculine, elles ont un appétit sexuel inépuisable mais ont toutefois des caractères différents. Magenta est brune, c'est une meneuse autoritaire, directive, elle n'hésite pas à tuer ses amants sur un simple caprice (en général, parce qu'elle n'a pas obtenu d'eux satisfaction sexuelle). Lucrèce (Lucrezia en V.O.), quant à elle, est plus « fleur bleue » (c'est-à-dire s'amourachant plus facilement), naïve à sa façon, voire parfois niaise (elle est représentative du stéréotype de la blonde), mais peut se révéler tout aussi expéditive que sa comparse.
Toutes deux sont, chacune à leur manière, sadiques et dominatrices avec un détachement plus ou moins faussement enfantin, ce qui est un des principaux ressorts comiques des situations.
Régulièrement amantes sans pour autant former un couple, Magenta et Lucrèce ont quelques fois des aventures sexuelles avec des femmes, qu'elles traitent généralement avec beaucoup plus de respect que les hommes.

## Personnages secondaires
- Ganymède, jeune neveu de Magenta, qui fantasme régulièrement sur Lucrèce.
- Scooter, copain de Ganymède, fantasme quant à lui sur Magenta.
- le Faucon, ennemi des détectives et sorte d'avatar vicieux d'un gentleman cambrioleur du type d’Arsène Lupin ; il apparaît rarement en personne mais est souvent impliqué dans le gag de fin d'intrigue, où les jeunes femmes découvrent un mot de sa part après qu'il leur a échappé, ou qu'il leur a dérobé leur butin.
- Kro de Hambourg alias la Papesse, actrice X et sorte de génie du mal nymphomane. Elle espère « devenir impératrice du monde » en l'assujettissant « par le stupre » grâce à son armée de shemales reconstituées à partir de cadavres (à la façon de la créature du Dr Frankenstein).
- Godette et Vaseline, deux comparses blondes, apparaissent régulièrement dans les épisodes pour prêter main-forte (uniquement sur le plan sexuel) aux deux détectives.

## Albums

### Version italienne
- Nero Fatale, Edizioni Di, 2012

### Version française
Édition Dynamite, coll. « Petit Pétard »
- Magenta t. 1, mai 2005
- Magenta t. 2, octobre 2006
- Magenta t. 3, avril 2008

Édition Delcourt, coll. « εrotix »
- Détective dépravée, mars 2011
- Bas-fonds et bas nylon, janvier 2013
- Bienvenue en enfer, mars 2015

Édition Graph Zeppelin
- Dark Divas - Pin-up collection, février 2017
- Noir fatal, septembre 2017

Édition Hachette, coll. « Les Grands Classiques de la bande dessinée érotique » : rééditions

### Version anglophone
- The Color of Sex, janvier 2009
- The Power of Pink, janvier 2009
- The Look of Lust, janvier 2010
- Drop Dead Gorgeous!, janvier 2013